# Стеллингверфский диалект

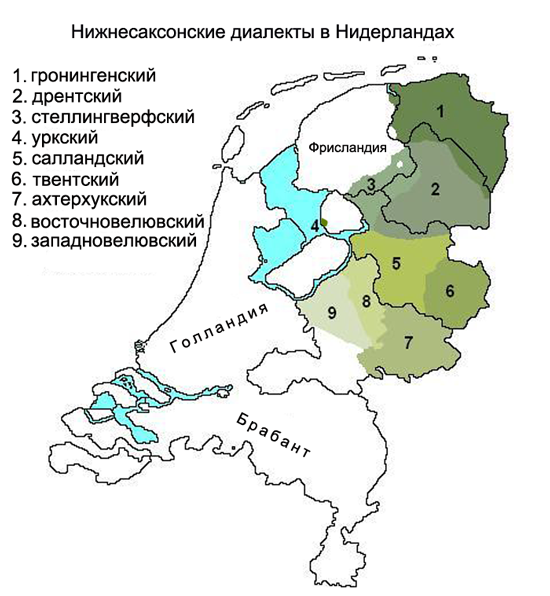
Ареал стеллингверфского диалекта на карте нижнесаксонских диалектов Нидерландов

Стеллингверфский диалект — нижнесаксонский диалект, на котором говорят на севере Нидерландов. Область распространения диалекта включает в себя юго-восток провинции Фрисландия, северо-запад провинции Оверэйссел и юго-западную часть провинции Дренте. Название диалекта относится к региону Стеллингвервен (а именно к общинам Остстеллингверф и Вестстеллингверф), который расположен на юго-востоке Фрисландии. Стеллингверфский диалект тесно связан с дрентскими диалектами и признан в Нидерландах в широком смысле как один из нижнесаксонских диалектов. Хотя количество носителей стеллингверфского с 1970-х годов неуклонно сокращается, он всё ещё может считаться одним из самых распространённых нижнесаксонских диалектов в Нидерландах.

## Классификация
Что касается положения стеллингверфского среди других нижнесаксонских диалектов, он обычно объединяется вместе со среднедрентским и южнодрентским в дрентскую группу диалектов. Однако из-за влияния, которое фризский язык оказывал на протяжении веков, некоторые лингвисты предпочитают рассматривать его как один из гронингенских диалектов, в то время как другие исследователи не помещают его в какую-либо группу с другими диалектами нижнесаксонского языка.

## Распространение

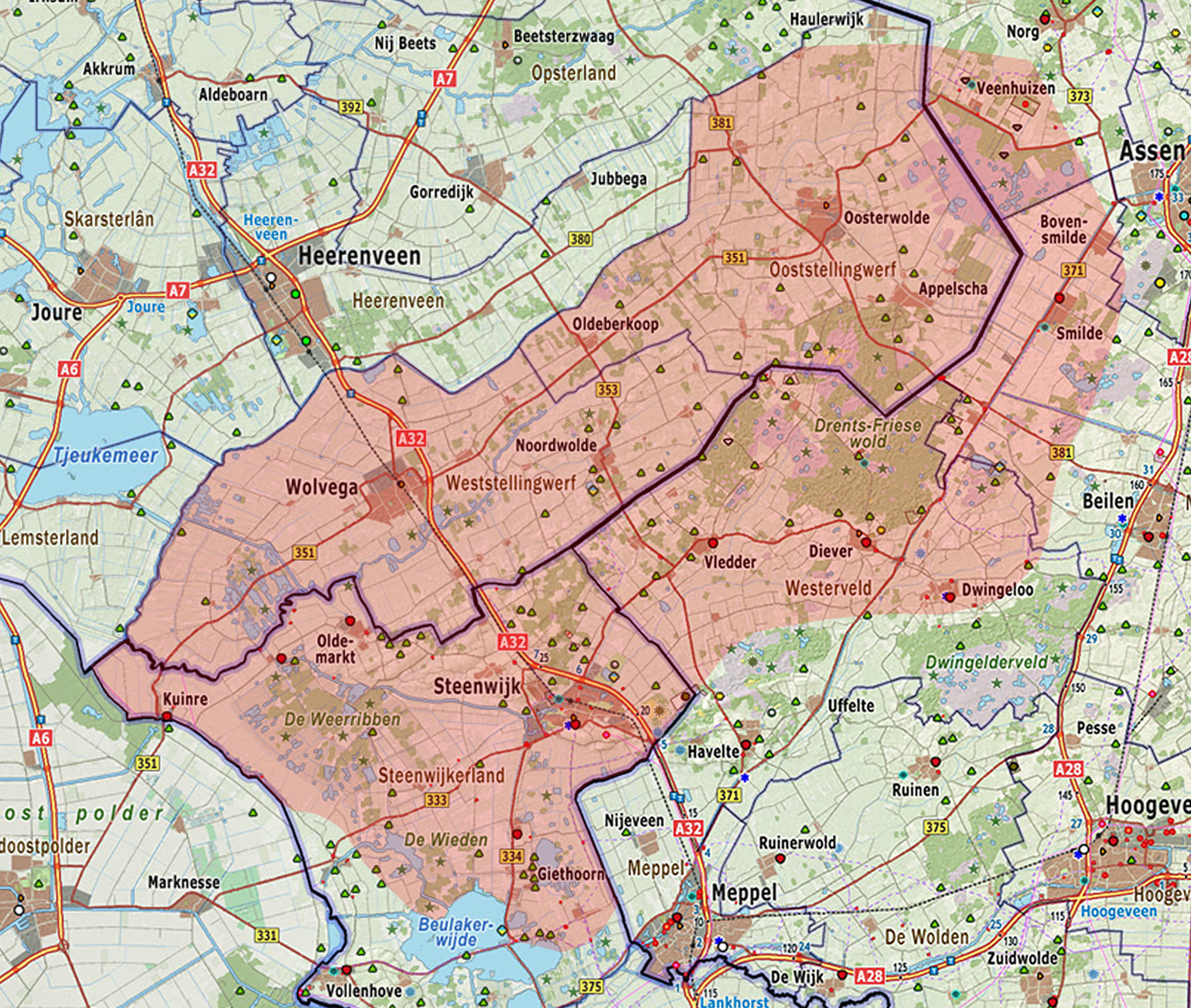
Область распространения стеллингверфского диалекта

На стеллингверфском диалекте говорят в общинах Остстеллингверф и Вестстеллингверф, которые находятся на юго-востоке провинции Фрисландия и вместе известны как регион Стеллингвервен. Деревни Хаулервик и Васкемар, расположенные на северо-востоке Остстеллингверфа, говорят на фризском языке и поэтому не относятся к области распространения стеллингверфского диалекта.
Кроме того, есть ещё районы по другую сторону от провинциальной границы, так называемый Стенвейкерланд в провинции Оверэйссел и широкая полоса на юго-западе провинции Дренте.